# ムーンライト・リサイタル1976
『ムーンライト・リサイタル1976』は、ムーンライダーズが1976年5月1日に東京郵便貯金ホールで行ったコンサートを収録したアルバム。2005年12月7日に2枚組CDとして発売された。
ムーンライダーズにとって単独でホールで行う初のライブだった。細野晴臣と矢野顕子がゲストで出演した。細野はシングル「北京ダック」のB面の「Black Peanuts」と、のちに『泰安洋行』（1976年7月発売）に収録される「蝶々-San」と「"Sayonara", The Japanese Farewell Song」の計3曲を披露。矢野はのちに『JAPANESE GIRL』（1976年7月発売）に収録される「丘を越えて」と、はっぴいえんどの「さよならアメリカ さよならニッポン」の計2曲を披露した。
駒沢裕城がペダル・スティール・ギターで参加した。

## 収録曲

### DISC 1
1. 君と旅行鞄  –  (5:36)
作詞：渡辺勝 · 鈴木慶一、作曲：松本圭司
2. ウェディング・ソング  –  (3:30)
作詞：鈴木慶一 · 岡田徹、作曲：岡田徹
3. 星に願いを  –  (2:43)
作詞：ネッド・ワシントン、作曲：リー・ハーライン
4. 月の酒場  –  (3:27)
作詞・作曲：鈴木博文
5. 砂丘  –  (3:55)
作詞・作曲：かしぶち哲郎
6. 火の玉ボーイ  –  (4:19)
作詞・作曲：鈴木慶一
7. スカンピン  –  (5:04)
作詞・作曲：鈴木慶一
8. さよならアメリカ、さよならニッポン  –  (1:07)
作詞：はっぴいえんど、作曲：はっぴいえんど, ヴァン・ダイク・パークス
9. 丘を越えて  –  (3:26)
作詞：島田芳文、作曲：古賀政男
10. 蝶々-San  –  (3:13)
作詞・作曲：細野晴臣
11. "Sayonara", The Japanese Farewell Song  –  (5:21)
作詞：フレディ・モーガン、作曲：ハセガワ・ヨシダ
12. Black Peanuts  –  (2:36)
作詞・作曲：細野晴臣

### DISC 2
1. ペルシャの市場にて  –  (6:05)
作曲：アルバート・ケテルビー
2. 魅惑の港  –  (2:57)
作詞・作曲：鈴木慶一
3. Beep Beep Be オーライ  –  (5:24)
作詞・作曲：かしぶち哲郎
4. 午後のレディ  –  (2:39)
作詞・作曲：鈴木慶一
5. 地中海地方の天気予報  –  (4:31)
作詞：鈴木慶一・矢野顕子、作曲：鈴木慶一
6. ラム亭のママ
作詞・作曲：鈴木慶一
7. 酔いどれダンス・ミュージック  –  (2:40)
作詞・作曲：鈴木慶一
8. あの娘のラブレター  –  (4:37)
作詞：鈴木慶一 · 岡田徹、作曲：岡田徹
9. ジョージア組曲（淋しき心のブラスバンド）  –  (5:41)
作曲：ムーンライダーズ, ヘンリー・クレイ・ワーク, スティーブン・フォスター
10. オールマン・リバー  –  (1:51)
作詞：オスカー・ハマースタイン2世、作曲：ジェローム・カーン
11. 髭と口紅とバルコニー  –  (4:01)
作詞・作曲：鈴木慶一
12. スパークリング・ジェントルマン  –  (4:36)
作詞：鈴木慶一、作曲：岡田徹

## パーソネル

### DISC 1
1. 君と旅行鞄
- Vocals: 鈴木慶一
- Drums: かしぶち哲郎
- Bass: 鈴木博文
- Electric Guitar: 椎名和夫
- Electric Piano: 岡田徹
- Violin: 武川雅寛

2. ウェディング・ソング
- Vocals: 鈴木慶一
- Drums: かしぶち哲郎
- Bass, Chorus: 鈴木博文
- Electric Guitar, Chorus: 椎名和夫
- Vocals, Piano: 岡田徹
- Violin, Chorus: 武川雅寛

3. 星に願いを
- Solina: 鈴木慶一
- Drums: かしぶち哲郎
- Bass: 鈴木博文
- Electric Guitar: 椎名和夫
- Piano: 岡田徹
- Violin: 武川雅寛

4. 月の酒場
- Vocals, Bass: 鈴木博文
- Drums: かしぶち哲郎
- Electric Guitar: 椎名和夫
- Electric Piano: 鈴木慶一
- Piano: 岡田徹
- Violin, Chorus: 武川雅寛

5. 砂丘
- Vocals, Piano: かしぶち哲郎
- Accordion: 岡田徹
- Acoustic Guitar: 椎名和夫
- Recorder: 鈴木博文、鈴木慶一
- Violin: 武川雅寛

6. 火の玉ボーイ
- Vocals, Electric Guitar: 鈴木慶一
- Drums: かしぶち哲郎
- Bass: 鈴木博文
- Electric Guitar: 椎名和夫
- Electric Piano: 岡田徹
- Violin, Chorus: 武川雅寛

7. スカンピン
- Vocals, Piano: 鈴木慶一
- Drums: かしぶち哲郎
- Bass, Chorus: 鈴木博文
- Electric Guitar, Chorus: 椎名和夫
- Electric Piano, Chorus: 岡田徹
- Violin, Chorus: 武川雅寛

8. さよならアメリカ、さよならニッポン
- Vocals, Piano: 矢野顕子

9. 丘を越えて
- Vocals, Piano: 矢野顕子
- Drums: かしぶち哲郎
- Bass: 細野晴臣
- Solina: 岡田徹
- Percussion: 武川雅寛
- Taiko (large): 鈴木慶一
- Pedal Steel Guitar: 駒沢裕城

10. 蝶々-San
- Vocals, Acoustic Guitar: 細野晴臣
- Drums: かしぶち哲郎
- Bass: 鈴木博文
- Electric Guitar: 椎名和夫
- Piano: 岡田徹
- Handclaps, Chorus: 鈴木慶一、武川雅寛
- Pedal Steel Guitar: 駒沢裕城

11. "Sayonara", The Japanese Farewell Song
- Vocals, Acoustic Guitar: 細野晴臣
- Drums: かしぶち哲郎
- Bass: 鈴木博文
- Electric Guitar: 椎名和夫
- Electric Piano, Chorus: 鈴木慶一
- Piano: 岡田徹
- Percussion, Chorus: 武川雅寛
- Pedal Steel Guitar: 駒沢裕城

12. Black Peanuts
- Acoustic Guitar: 細野晴臣
- Vocals: ムーンライダーズ

### DISC 2
1. ペルシャの市場にて
- Synthesizer: 鈴木慶一
- Drums: かしぶち哲郎
- Bass: 鈴木博文
- Electric Guitar: 椎名和夫
- Piano: 岡田徹
- Violin: 武川雅寛
- Percussion: 細野晴臣
- Solina: 矢野顕子

2. 魅惑の港
- Vocals, Electric Piano: 鈴木慶一
- Drums: かしぶち哲郎
- Bass, Chorus: 鈴木博文
- Electric Guitar, Chorus: 椎名和夫
- Piano: 岡田徹
- Violin, Chorus: 武川雅寛

3. Beep Beep Be オーライ
- Vocals, Drums: かしぶち哲郎
- Vocals: 武川雅寛
- Bass: 鈴木博文
- Electric Guitar: 椎名和夫
- Piano: 岡田徹
- Electric Piano: 鈴木慶一
- Chorus: 矢野顕子、宮悦子、武川道子

4. 午後のレディ
- Vocals: 鈴木慶一
- Drums: かしぶち哲郎
- Bass: 鈴木博文
- Electric Guitar: 椎名和夫
- Electric Piano: 岡田徹
- Violin: 武川雅寛

5. 地中海地方の天気予報
- Vocals: 鈴木慶一
- Vocals, Violin: 武川雅寛
- Drums: かしぶち哲郎
- Bass: 鈴木博文
- Electric Guitar: 椎名和夫
- Electric Piano: 岡田徹
- Chorus: 矢野顕子、宮悦子、武川道子

6. ラム亭のママ
- Vocals: 鈴木慶一
- Drums: かしぶち哲郎
- Bass: 鈴木博文
- Electric Guitar: 椎名和夫
- Clavinet: 岡田徹
- Violin, Chorus: 武川雅寛
- Chorus: 矢野顕子、宮悦子、武川道子

7. 酔いどれダンス・ミュージック
- Vocals: 鈴木慶一
- Drums: かしぶち哲郎
- Bass: 鈴木博文
- Electric Guitar: 椎名和夫
- Electric Piano: 岡田徹
- Percussion, Chorus: 武川雅寛
- Chorus: 矢野顕子、宮悦子、武川道子

8. あの娘のラブレター
- Vocals: 鈴木慶一
- Drums: かしぶち哲郎
- Bass: 鈴木博文
- Electric Guitar: 椎名和夫
- Electric Piano: 岡田徹
- Percussion, Mandolin, Chorus: 武川雅寛
- Chorus: 矢野顕子、宮悦子、武川道子

9. ジョージア組曲（淋しき心のブラスバンド）
- Symbal: 鈴木慶一
- Taiko (large): 鈴木博文
- Taiko (small): 椎名和夫、かしぶち哲郎
- Trumpet: 武川雅寛、岡田徹
- Clarinet: 上村律夫
- Tuba: チャーリー中田

10. オールマン・リバー
- Vocals: 武川雅寛
- Symbal: 鈴木慶一
- Taiko (large): 鈴木博文
- Taiko (small): 椎名和夫、かしぶち哲郎
- Piano: 岡田徹
- Chorus: 矢野顕子、宮悦子、武川道子、ホット・ランディング、ポニーテール

11. 髭と口紅とバルコニー
- Vocals: 鈴木慶一
- Drums: かしぶち哲郎
- Bass: 鈴木博文
- Electric Guitar: 椎名和夫
- Piano: 岡田徹
- Mandolin, Percussion, Chorus: 武川雅寛
- Chorus: 矢野顕子、宮悦子、武川道子、ホット・ランディング、ポニーテール

12. スパークリング・ジェントルマン
- Vocals: 鈴木慶一
- Drums, Chorus: かしぶち哲郎
- Bass, Chorus: 鈴木博文
- Electric Guitar, Chorus: 椎名和夫
- Piano, Chorus: 岡田徹
- Violin, Chorus: 武川雅寛